# Tempesta sul Tibet
Tempesta sul Tibet (Storm Over Tibet) è un film del 1952 diretto da Andrew Marton.
È un film d'avventura statunitense con Rex Reason, Diana Douglas e Myron Healey ambientato sull'Himalaya in Tibet.

## Produzione
Il film, diretto da Andrew Marton su una sceneggiatura di Ivan Tors e Sam Meyer, fu prodotto da László Benedek e dallo stesso Tors per la Summit Productions e girato nei General Service Studios a Hollywood, Los Angeles, California da metà gennaio al primi di febbraio 1951. Alcune sequenze d'archivio erano state filmate sull'Himalaya nel 1936 dallo stesso regista Marton insieme alla moglie per un documentario pubblicato in Germania. Queste sequenze erano già state utilizzate per il film di Frank Capra Orizzonte perduto. Il titolo di lavorazione fu Mask of the Himalayas.

## Distribuzione
Il film fu distribuito con il titolo Storm Over Tibet negli Stati Uniti nel luglio 1952 al cinema dalla Columbia Pictures.
Altre distribuzioni:
- in Finlandia il 13 giugno 1952 (Myrsky Tiibetissä)
- in Danimarca il 24 agosto 1953 (Storm over Tibet)
- in Germania Ovest l'11 settembre 1953 (Sturm über Tibet)
- in Svezia il 14 settembre 1953 (Djävulsmasken från Himalaya)
- in Austria nel dicembre del 1953 (Sturm über Tibet)
- in Spagna l'8 maggio 1956 (Tormenta sobre el Tíbet)
- in Grecia (Thyella sto Tibet)
- in Italia (Tempesta sul Tibet)
- negli Stati Uniti (Mask of the Himalayas)

## Promozione
Le tagline sono:
- Adventure At the Roof of the World!
- See the Roof of the World Cave In!